# Vellescot
Vellescot är en kommun i departementet Territoire de Belfort i regionen Bourgogne-Franche-Comté i östra Frankrike. Kommunen ligger i kantonen Grandvillars som tillhör arrondissementet Belfort. År  2022 hade Vellescot 250 invånare.
```
invånare.
```

## Befolkningsutveckling
Antalet invånare i kommunen Vellescot
| Referens: INSEE |